# Bainbridge (New York, város)
Bainbridge város az USA New York államában, Chenango megyében. Lakosainak száma 3060 fő (2020. április 1.).

## Népesség
A település népességének változása:

| 2010 | 3 308 |
| 2020 | 3 060 |